# حمیدرضا شکارسری
حمیدرضا شکارسری (متولد ۱۳۴۵ در تهران) شاعر، پژوهشگر، نویسنده و منتقد ادبی ایرانی است. او دانش‌آموختهٔ کارشناسی زمین‌شناسی است و کارشناس بازنشسته وزارت راه و شهرسازی است. وی تاکنون بیش از ۷۰ جلد کتاب شعر و پژوهش ادبی منتشر کرده‌است.

## زندگی و فعالیت
حمیدرضا شکارسری در ۲۷ خرداد ۱۳۴۵ در تهران از پدر و مادری شمالی متولد شد. چند سال اول زندگی خود را به دلیل اینکه پدر و مادرش اهل رشت و انزلی بودند، در شمال کشور گذراند. تا اینکه تحصیلات اولیه خود را تکمیل کرد و پس از آن برای تحصیل در رشته زمین‌شناسی وارد دانشگاه شهید بهشتی شد. پس از اتمام تحصیلات به استخدام وزارت راه و ترابری درآمد و در آنجا مشغول به کار شد. وی از ۱۶ سالگی به سرودن شعر می‌پرداخت و در سال ۱۳۶۲ برای اولین بار غزلی از او در مجله‌ای به چاپ رسید.
سپس از سال ۱۳۶۵ به‌طور جدی وارد عرصه شعر شد. از سال ۱۳۷۱ نیز کار نقد شعر را شروع کرد. در نتیجه با اولین کتاب مجموعه شعر خود در سال ۱۳۷۵ با عنوان «باز جمعه‌ای گذشت» وارد دنیای نشر شد. علاوه بر این وی تاکنون مسئولیت کانون ادبی فرهنگسرای جوان تهران را نیز بر عهده داشته‌است.

## افتخارات
حمیدرضا شکارسری تاکنون جوایز ادبی متعددی را از آن خود کرده‌است، برخی از آنها در ذیل آورده شده‌اند.
- کتاب او «حماسه کلمات: نقد و بررسی ۲۰ سال شعر دفاع مقدس» در سال ۱۳۷۹ به عنوان کتاب سال دفاع مقدس انتخاب شده‌است و همچنین در سال ۱۳۸۱ عنوان کتاب سال دفاع مقدس در بخش شعر را بدست آورده‌است.[۱۲][۱۴۳]
- کتاب او «چراغانی بی‌دلیل» در سال ۱۳۸۵ به عنوان کتاب سال دفاع مقدس شناخته شد و در همان سال به عنوان کتاب سال جمهوری اسلامی ایران در بخش شعر مورد تقدیر قرار گرفت.[۱۲] همچنین این کتاب کاندیدای نهایی کتاب سال جشنواره قلم زرین ۱۳۸۴ شده‌است.[۱۴۳][۱۴۴][۱۴۵]
- مجموعه شعر او «آسمان زیر ابرها»، کتاب برگزیده سومین جشنواره کتاب سال رضوی در بخش شعر نو در سال ۱۳۸۹ بوده‌است.[۱۲][۱۴۳][۱۴۴][۱۴۵]
- کتاب او «عصر پایان معجزات» کاندیدای نهایی کتاب سال جمهوری اسلامی در سال ۱۳۸۸ بوده‌است.[۱۴۳][۱۴۴][۱۴۵]
- کتاب او «چیزی قطب‌نماها را دیوانه می‌کند» کتاب سال دفاع مقدس در بخش شعر در سال ۱۳۸۹ شده‌است.[۱۴۳][۱۴۴][۱۴۵]
- کتاب او «عاشقانه‌هایی برای دشمن» کتاب سال دفاع مقدس در بخش شعر در سال ۱۳۹۳ شده‌است.[۱۴۳][۱۴۴][۱۴۵]
- کتاب او «تلنگر باران» برنده جایزه قلم زرین در سال ۱۳۹۵ شده‌است.[۱۴۳][۱۴۴][۱۴۵]
- کتاب او «زیست در من جمعی» (تألیف به همراه محمدرضا روزبه) در سال ۱۳۹۰ در چهارمین دوره انتخاب کتاب سال استان لرستان به عنوان یکی از پنج کتاب سال لرستان معرفی شد.[۱۴۳][۱۴۶]
- شاعر برگزیده جشنواره شعر فجر در بخش شعر امروز انقلاب سال ۱۳۸۷[۱۱][۱۴۳][۱۴۴][۱۴۵]
- ارائه مقاله و شعرخوانی در جشنواره جهانی شعر استانبول در سال ۱۳۸۸[۱۱][۱۴۳]
- کارشناس هنری برگزیده شبکه جهانی جام جم در سال ۱۳۸۹[۱۴۳]
- به عنوان نماینده ایران در جشنواره شعر سارایوو بوسنی که از ۲۶ تا ۳۰ مهر ۱۳۹۶ در سارایوو برگزار شد، شرکت کرده‌است.[۱۴۷][۱۴۸][۱۴۹]
- شاعر برگزیده و برنده اولین جایزه ادبی قدس[۱۱][۱۴۳][۱۴۴][۱۴۵][۱۵۰]
- در بهمن ماه ۱۳۹۴ از او با عنوان «آواز رهایی» تجلیل و تقدیر شده‌است.[۱۵۱]
- داوری ده‌ها جشنواره و کنگره شعری سراسری و استانی کشور[۱۱][۱۴۳][۱۴۴][۱۴۵][۱۵۰]

## نمونه اشعار
اعتراف می‌کنم
دیشب چند خانه را خالی کرده‌ام
اعتراف می‌کنم
همین امروز یک بنز آخرین مدل را به سرقت برده‌ام
اعتراف می‌کنم
جیب‌های امروز مترو را من زده‌ام
اما آقای قاضی!
به خدا قسم این جنگل، این رود، این نسیم
به خدا این بهار کار من نیست!
از کتاب «تظاهرات حرف‌های اضافه»
*از اوج سقوط می‌کنم بعد از تو
دل را برهوت می‌کنم بعد از تو
در آینه خیره می‌شوم بی تصویر
تمرین سکوت می‌کنم بعد از تو
*یکسال دگر گذشت و ما پیر شدیم
نزدیک شدن به مرگ تبریکش چیست؟

## آثار ترجمه شده
در سال ۱۳۹۶ گزیده‌ای از اشعار حمیدرضا شکارسری به زبان ترکی استانبولی با ترجمه شیرین راد در قالب کتابی با عنوان «از قلب تهران به قلب استانبول» ترجمه شده‌است.
همچنین کتاب عصر پایان معجزات با عنوان The era of no miracles به صورت دو زبانه فارسی-انگلیسی ارائه شده‌است که مترجمان آن جی‌دان سپهری و حسین احمدی هستند.